# William Marshall
William Marshall (* Fochabers, 1748 - Dandaleith, 1833) fue un músico y compositor escocés, considerado como uno de los más grandes compositores de música de Fiddle, violín escocés.

## Biografía
William Marshall nació en Fochabers, Escocia, 27 de diciembre de 1748. Entró al servicio del duque de Gordon, llegando a ser el factor de la Gordon Estate. James Hunter The Fiddle Music de Escocia créditos Marshall con la escritura de 257 canciones. Muchas de estas composiciones fueron nombrados en honor de los invitados del duque. Robert Burns lo llamó "el primer compositor de Strathspeys de la era". 
También fue fabricante de relojes,  construyó un reloj de agua y un reloj astronómico y ambos están todavía en existencia hoy. 
Marshall murió en Dandaleith el 29 de mayo de 1833 y fue enterrado en el cementerio parroquial Bellie cerca de Fochabers.